# 苓北町立苓北中学校
苓北町立苓北中学校（れいほくちょうりつ れいほくちゅうがっこう）とは、熊本県天草郡苓北町志岐にある中学校。
正方形の敷地は1941年（昭和16年）に竣工、稼動した航空局管轄の天草航空無線標識所の敷地を引き継いだものである。上海方面を往来する航空機がここから発射される電波を頼りに上空を通過した。また、飛行中の航空機からの電波を受信して方位を測定する業務も行っていた。その都合上、人家から離れた場所が選定された。
戦後は中国との航空路線が廃止されたために役割を終え、後に学校用地に転用された。道路の両脇に植木が並ぶ、学校へつながる道路は無線標識所開設時に整備されたものである。

## 校訓
「質実・立志・努力・強健」

## 沿革
- 1947年（昭和22年）- 志岐村立志岐中学校、富岡町立富岡小学校創立
- 1950年（昭和25年）- 上記2校が統合し、志岐村富岡町学校組合立苓北中学校創立
- 1955年（昭和30年）- 苓北町立苓北中学校と改称
- 2015年（平成27年）- 苓北町立坂瀬川中学校、苓北町立都呂々中学校を統合

## クラブ活動

### 運動部
- サッカー部
- 男子ハンドボール部
- 女子ハンドボール部
- 男子ソフトテニス部
- 女子ソフトテニス部
- 女子バスケットボール部
- 陸上競技部(特設）

### 文化部
- 吹奏楽部